# Isaac Tzetzes
Isaac Tzetzes, en grec antic Ἰσαάκιος Τζέτζης, fou un escriptor grec del segle xii, germà de Joan Tzetzes.
Diversos manuscrits el fan autor d'un comentari sobre la Cassandra de Licofró. Joan Tzetzes en alguns passatges de les seves obres reclamava aquest comentari com a obra seva i probablement és veritat que Joan el va allargar i completar. Es coneixen manuscrits de l'obra original d'Isaac i de l'obra ampliada pel seu germà, que reconeix que Isaac va escriure un comentari sobre Licofró. La primera edició moderna va ser impresa a Basilea el 1546.